# Tartera
|  | Aquest article tracta sobre la formació geològica. Vegeu-ne altres significats a «Tartera (Das)». |

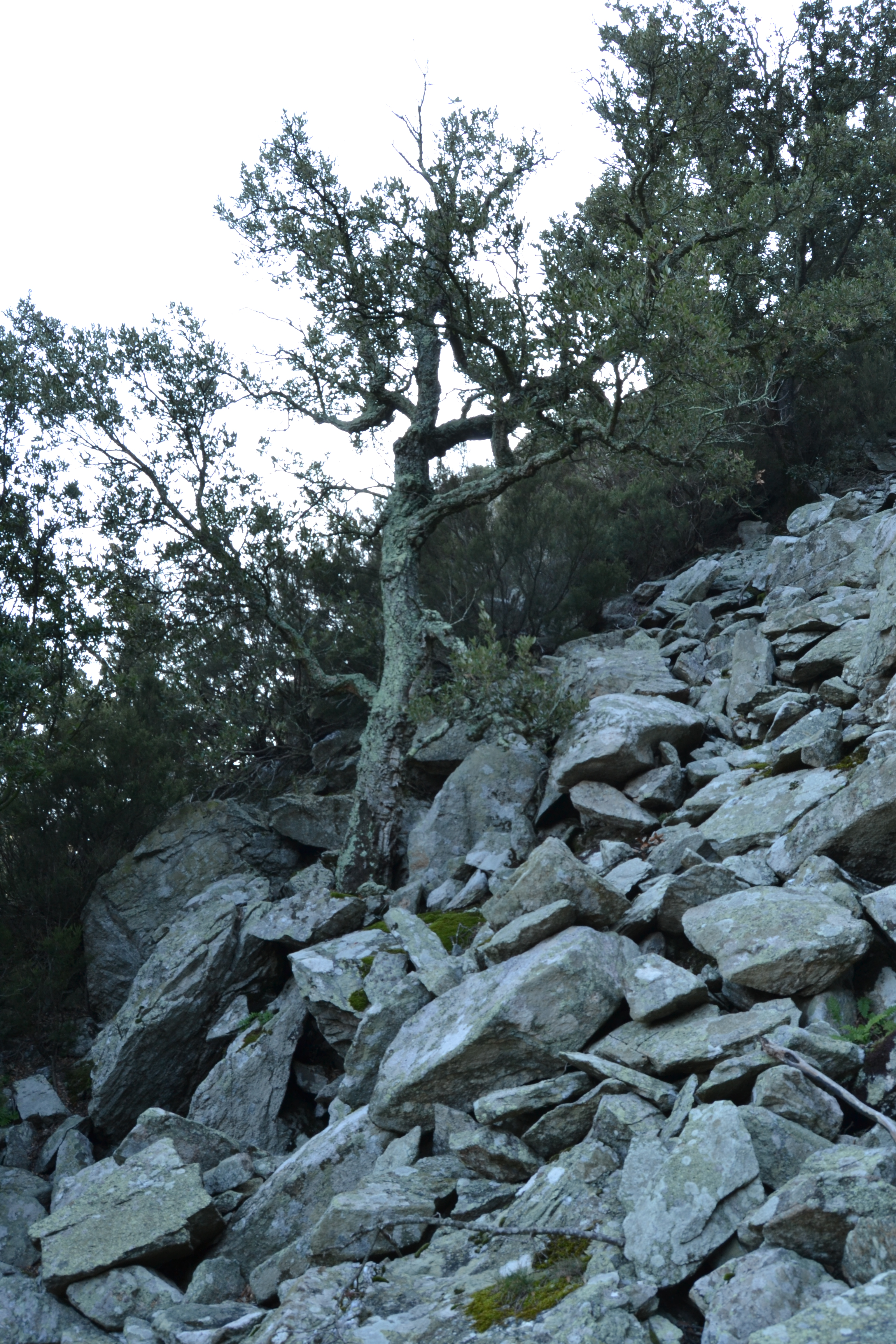
Tartera a prop del Salt del Fitó, al municipi de la Jonquera

Una tartera és una extensió de terreny, situada normalment al flanc d'una muntanya, coberta de pedres despreses dels cims. Si la formació té un pendent pronunciat i està composta per pedres mòbils, s'anomena talús. Són d'origen crioclàstic, sovint en un ambient periglacial actual o pretèrit.
Normalment, una tartera, com a acumulació de blocs i còdols cantelluts al vessant d'una muntanya, és una zona àrida i seca, colonitzada per poques espècies vegetals. Un erm d'alta muntanya és un terreny amb prats, tarteres i afloraments rocosos per damunt dels 2.000 metres. Les tarteres inestables situades en vessants de fort pendent poden constituir una rosseguera, terme que es refereix més aviat al talús inclinat format per les pedres despreses.
Hi ha pobles que duen aquest nom, com Tartera, nucli de població de Das; El Tarter, nucli de població de Prullans; El Tarter, nucli de població de Canillo.